# Sawda bint Zamaa
Sawdah bint Zam'ah (arabiska: سودة بنت زمعة), född mellan 566 och 580, död mellan 644 och 674, var en av den muslimska profeten Muhammads hustrur. Som sådan räknas hon som en av "Umm-ul-Mu'mineen" ("de troendes moder").
Hon gifte sig första gången med As-Sakran ibn Amr, en av Muhammdes anhängare. Paret hade sex barn. 
Muhammed gifte sig med henne 619. Paret hade inga barn. 
Det var i samband med att Sawda påbudet för kvinnor att bära slöja utfärdades. En av Muhammeds följeslagare klagade på att han kunde identifiera Sawda då hon lämnade huset på natten för sina naturbehov. Därför utfärdades påbudet att muslimska kvinnor skulle täcka sig med slöjor så de inte kunde identifieras. 
Sawda var äldre eller jämnårig med Muhammed. När han gifte sig med fler yngre kvinnor, uppges hon ha känt en oro för att han skulle förskjuta henne, och erbjöd sig då att avstå från en del av sina rättigheter för att undvika att han skiljde sig från henne. 
Hon överlevde Muhammeds död 632. Som änka efter Muhammed var hon förbjuden att gifta om sig, men fick en pension av Rashidunkalifatet.